# 불만의 겨울
불만의 겨울(Winter of Discontent)은 영국에서 민간/공적 부문을 가리지 않고 1978년 9월 말부터 1979년 2월까지 전국적으로 파업이 발생한 시기를 일컫는데, 파업에 참가한 노동조합 세력은 제임스 캘러헌 총리와 그의 노동당 정부가 물가 통제를 위해 노동조합회의 (TUC)의 반대에 대항하여 추진한 임금 인상 억제책보다 더 높은 임금을 요구했다. 16년 만의 강추위와 더불어 대규모 파업으로 인해 영국 사회는 큰 혼란에 빠지게 됐다.
1978년 말 포드 노동자들의 파업은 17%의 임금 인상으로 해결됐는데, 이는 노동당 연례 회의에서 정부가 개입하지 말 것을 촉구하는 결의안이 압도적으로 통과된 후, 정부가 민간 부문의 모범이 되도록 자체 노동자들에게 부과했던 5% 제한을 훨씬 웃도는 것이었다. 그해 말에는 운송 노동자 파업이 시작됐고, 1979년이 시작되면서 혹독한 폭풍이 겹쳤다. 그 달 후반에는 많은 공공 부문 노동자들도 파업에 동참했다. 이러한 행동에는 리버풀과 테임사이드에서 일하는 묘지 관리인들의 비공식 파업과 쓰레기 수거인들의 파업이 포함됐는데, 이로 인해 런던의 레스터 스퀘어를 포함한 거리와 공공장소에 수거되지 않은 쓰레기가 쌓였다. 또한, NHS 보조 직원들은 병원 입구를 봉쇄하는 피켓 라인을 형성하여 많은 병원들이 응급 환자만 받도록 축소됐다.
이러한 불안은 임금 인상 제한에 대한 불만 외에도 더 깊은 원인이 있었다. 사회주의에 대한 노동당의 내부 분열은 1960년대와 1970년대 초 노동법 개혁과 거시 경제 전략에 대한 논쟁으로 나타났으며, 이는 지역구 당원들과 당의 기성 세력 간의 갈등을 불러일으켰다. 많은 파업이 지역 수준에서 시작됐으며, 전국 노조 지도자들은 이를 막을 수 없었다. 특히 공공 부문에서 노조 가입자 수가 증가했으며, 이들은 여성과 비백인 비중이 높아졌고, 공공 부문 노조의 성장이 TUC 내에서 그에 상응하는 권력 점유로 이어지지 못했다.
과들루프에서 지미 카터, 발레리 지스카르 데스탱, 헬무트 슈미트와 회담을 갖고 1979년 1월 10일 귀국한 캘러헌 총리에게 이브닝 스탠더드의 기자가 "지금 이 순간 영국에서 격화되는 혼란을 고려할 때 총리님의 전반적인 접근법이 어떻게 되십니까?"("What is your general approach, in view of the mounting chaos in the country at the moment?")라고 물었을 때 캘러헌 총리는 "기자님이 내린 판단이죠. 외부적인 관점에서 볼 때, 아니면 아마도 지금 이 순간 부분적인 관점을 취하신다면 이 세상의 다른 사람들도 격화되는 혼란이 있다는 관점을 공유할 것 같지 않네요."(Well, that's a judgment that you are making. I promise you that if you look at it from outside, and perhaps you're taking rather a parochial view at the moment, I don't think that other people in the world would share the view that there is mounting chaos.)라고 발언을 했다. 이는 그 당시 운송 노동자 파업과 날씨로 인해 경제가 심각하게 혼란을 겪고 있었고, 수천 명이 실업 급여를 신청하게 됐을 때였다. 더 선은 캘러헌 총리의 이러한 발언을 일컬어 신문 헤드라인에 큰 글자로 '위기? 무슨 위기?'(Crisis? What Crisis?)라는 기사를 실었는데, 이는 불만의 겨울을 상징하는 표현이 되었다. 일주일 후 보수당 당수 마거릿 대처가 정당 정치 방송에서 상황의 심각성을 인정한 것이 캘러헌 정부가 불신임 투표로 무너진 지 4개월 후에 열린 총선에서 그녀의 승리에 결정적인 영향을 미친 것으로 평가됐다. 일단 집권하자, 대처의 리더십 아래 노조를 너무 강력하다고 비판하기 시작했던 보수당은 약 10년 전 노동당 백서에서 제안된 것과 유사한 법안을 통과시켜, 파업의 효과를 증폭시켰던 2차 피케팅과 같은 많은 관행을 금지했다. 대처와 이후 보수당의 보리스 존슨과 같은 다른 정치인들은 선거 운동에서 불만의 겨울을 계속 언급했다. 다음 노동당 정부가 집권하기까지는 18년이 걸렸다. 2010년대 후반, 노동당의 추가 패배 이후, 일부 영국 좌파는 불만의 겨울에 대한 이러한 서술이 부정확하며, 이후 수십 년간의 정책이 영국에 훨씬 더 해로웠다고 주장했다.
불만의 겨울이라는 표현은 윌리엄 셰익스피어의 작품 리처드 3세의 첫 줄에서 따왔다.:28 이 표현은 당시 더 선의 편집장이었던 래리 램에게서 비롯됐다고 여겨진다.:254 1979년 5월 3일자 사설에서 그렇게 언급됐다.:64 그러나 이 표현은 리프지 남작이 1978년 다우닝 스트리트의 한 메모에서 더 일찍 사용했으며, 여러 부고 기사에서 그에게 그 공로가 돌려졌다.

## 배경
불만의 겨울은 10년 이상 발전해 온 다양한 사회적, 경제적, 정치적 요인들의 조합에 의해 발생했다.

### 거시경제 전략에 대한 노동당 내분
1950년대 노동당의 보다 온건한 게이츠켈주의자 계파의 일원이었던 앤서니 크로스랜드의 영향 아래, 당의 기성 세력은 초기보다 온건한 행동 방침을 수용하게 됐다. 크로스랜드는 저서 The Future of Socialism에서 정부가 민간 산업에 대해 충분한 통제력을 행사하고 있으므로 당이 오랫동안 요구해왔던 국유화는 불필요하며, 궁극적인 사회주의 목표는 장기적인 경제적 안정과 복지국가 건설을 통해 달성될 수 있다고 주장했다. 그의 "수정주의자"적 견해는 전후 합의에 대한 노동당의 시각이 됐는데, 이 합의에서 노동당과 보수당 모두 경제에서 정부의 강력한 역할, 강력한 노조, 그리고 복지국가가 영국의 번영에 필수적이라는 원칙에 동의했다.
1970년대 후반, 1960년대 후반 급진 좌파 정치의 부상 이후, 이러한 견해는 또 다른 노동당 인물의 저서인 스튜어트 홀랜드의 『사회주의적 도전』에서 도전을 받았다. 그는 크로스랜드의 주장과는 달리, 정부가 영국의 대기업들을 거의 통제할 수 없으며, 이 기업들은 과점으로 계속 통합되어 1980년대까지는 정부가 케인스 경제학에 따라 전쟁 이후부터 보장해왔던 완전 고용 기회를 시민들에게 제공할 수 없을 정도로 가격을 높일 수 있고, 이전 가격을 이용하여 영국 세금 납부를 회피할 수 있다고 주장했다. 홀랜드는 국유화로 돌아갈 것을 요구하며, 상위 25개 기업을 통제하는 것이 더 많은 경쟁과 더 적은 인플레이션을 가져올 것이라고 주장했다.
홀랜드의 사상은 해럴드 윌슨과 제임스 캘러헌 노동당 정부가 1976년 스털링 위기에 대한 대응을 고려할 때 토니 벤 당시 산업장관이 주창했던 대체 경제 전략(Alternative Economic Strategy, AES)의 기초를 형성했다. AES는 영국이 국제 무역에서 보호무역주의적 입장을 채택하고, 최근 유럽 공동 시장 가입 결정을 번복하며, 인플레이션에 맞서기 위한 소득 정책을 부과하지 않을 것을 요구했다. 벤은 이러한 접근 방식이 노동당의 전통적인 정책과 더 일치하며, 노조에서 가장 강력한 지지자를 얻어 금융 부문과 산업의 "지휘고지"의 반대에 맞서 정부를 강력히 지지할 것이라고 믿었다. 그러나 결국 스털링 위기 이후 파운드화를 지지하기 위한 국제 통화 기금 대출의 조건으로 사회 계약과 대규모 공공 지출 삭감이 선택되면서 AES는 거부됐다.
노동당 좌파는 수정주의적 접근 방식과 사회 계약에 비판적이었지만, AES를 전적으로 지지하지는 않았다. 많은 이들은 그것이 충분히 나아가지 못했거나 국유화 문제를 회피했다고 생각했다. 특히 페미니스트들은 전통적으로 남성 중심의 제조업 일자리에 초점을 맞추고 노동력에 진입하는 여성의 증가하는 숫자가 직면한 광범위한 문제를 무시한다고 비판했으며, 노조가 고용주와 협상해 온 전통적인 영역인 근로 조건과 임금보다는 광범위한 사회 문제에 초점을 맞추는 것을 선호했다.

### 1960년대-70년대 노동법 개혁
1968년 윌슨 정부는 매년 파업으로 인한 손실 일수를 줄이는 것을 목표로 영국 노동법을 검토하기 위해 도노반 위원회를 임명했다. 많은 영국인들은 전후 국가 경제 성장에도 불구하고 노조가 너무 강력하다고 믿게 됐다. 위원회는 문제의 상당 부분이 노조와 고용주 간의 '공식적인' 서면 합의와 현지 수준에서 상점 대표와 관리자 간의 '비공식적인', 종종 비서면 합의의 병렬 시스템에 있다고 판단했는데, 이러한 비공식 합의는 실제로는 공식 합의보다 우선하는 경우가 많았다. 정부는 고용장관 바버라 캐슬의 백서인 In Place of Strife로 이에 대응했으며, 파업 전에 조합원 투표를 요구하고 비공식 파업에 대해 노조에 벌금을 부과하는 등 노조의 파업 능력을 제한할 것을 권고했다.
노동조합회의 (TUC)는 캐슬의 권고를 법으로 만드는 것에 강력히 반대했으며, 당시 내무장관이던 캘러헌은 내각 반란을 이끌어 결국 포기하게 됐다. 캘러헌은 이 제안이 비공식 파업을 억제하는 데 효과적이지 않을 것이며, 제안이 통과될 수 없을 뿐만 아니라 정부와 정치적 강점의 핵심인 노조 사이에 불필요한 긴장을 조성할 것이라고 믿었다.
다음 해 총선에서 보수당이 승리한 후, 그들은 이 문제를 해결하기 위한 자체 법안을 시행했다. 1971년 산업 관계법은 부분적으로 미국 태프트-하틀리법을 모델로 하여 강력한 노조 반대에도 불구하고 통과됐으며, In Place of Strife와 동일한 조항을 많이 포함했고, 공식적인 단체교섭 협약이 달리 명시된 면책 조항이 없는 한 법적 효력을 가질 것이라고 명시적으로 밝혔다. 또한 분쟁을 처리하기 위한 국립 산업 관계 법원을 설립하고, 노조가 규칙을 시행하기 위해 중앙 등록부에 등록하도록 했다.
새로운 총리 에드워드 히스는 새 법이 파업 문제를 해결할 뿐만 아니라 당시 영국 경제(다른 산업 자본주의 경제들과 함께)를 괴롭히던 심각한 인플레이션도 해결하여, 노조가 요구하는 임금 인상에 대한 완화 효과를 통해 별도의 소득 정책의 필요성을 없앨 수 있기를 바랐다. 산업 관계법에 대한 노조의 지속적인 저항은 법원 명령을 위반하고 런던 컨테이너 터미널에서 피케팅을 계속하다 투옥된 펜턴빌 파이브 사건 이후 발생한 시위와 광범위한 비공식 파업에 대한 영국 상원의 노조 측 유리한 판결로 이어져 법안이 약화됐다. 탄광 노동자들은 1972년에 거의 반세기 만에 처음으로 공식적으로 파업에 돌입했으며, 두 달 후 파업은 탄광 노동자들이 원래 요구했던 것의 절반에도 못 미치는 21%의 임금 인상을 받으며 해결됐다.
히스는 소득 정책으로 전환했지만 인플레이션은 계속 악화됐다. 1973년 석유 금수 조치로 인해 몇 달 만에 가격이 거의 두 배로 뛰면서 소득 정책은 1973년에 폐기됐다. 겨울철 난방 수요를 충족시키기 위해 정부는 석탄으로 돌아가야 했고, 이는 전국 광부 연맹에 더 큰 협상력을 부여했다. 정부는 그해 11월 비상사태를 선포했고, 1974년 초에는 전력 절약을 위해 모든 비필수 사업체를 주 3일 전기 사용으로 제한했다. 2년 전 임금 인상이 정부가 통제하지 못한 인플레이션으로 인해 실질 임금 삭감으로 이어진 것을 본 광부들은 1월 말 압도적인 투표로 파업에 돌입했다.
2주 후, 정부는 "영국을 누가 통치하는가?"라는 슬로건을 내걸고 총선을 치렀다. 그 달 말 보수당은 더 이상 집권하지 못했고, 노동당과 윌슨이 복귀했지만 과반수 의석을 확보하지 못했다. 그들은 히스 정부의 산업 관계법을 폐지하는 1974년 보건 및 안전 등에 관한 법률을 통과시킬 수 있었다.
10월에 윌슨은 3석의 과반수를 얻었지만, 여전히 많은 문제에 대해 과반수를 확보하기 위해 자유당과의 연합이 필요했다. 당시 외무장관이었던 캘러헌은 체커스에서 동료 내각 구성원들과 비공식 회의에 참석했는데, 그는 "...민주주의의 붕괴" 가능성에 대해 추측하며, "[내가 젊은 사람이라면 이민 갈 텐데]"라고 농담했다.

### 소득 정책
1975년 8월까지 12개월 동안 26.9%로 정점을 찍은 인플레이션과 싸우기 위해 윌슨과 1976년 윌슨이 건강상의 이유로 사임한 후 그의 후임으로 총리가 된 캘러헌은 계속 노력했다. 시장에 재정 책임을 보여주는 동시에 정부는 대규모 실업률 증가를 피하고자 했다. 인플레이션을 낮추기 위한 노력의 일환으로, 정부는 TUC와 "사회 계약"을 체결하여, 노동자 임금 인상을 정부가 정한 한도로 제한하는 자발적인 소득 정책을 허용했다. 이전 정부들은 의회법의 지지를 받는 소득 정책을 도입했지만, 사회 계약은 이러한 일이 일어나지 않을 것이라고 합의했다.

#### 1단계 및 2단계
임금 정책 1단계는 1975년 7월 11일 『인플레이션 공격』이라는 제목의 백서와 함께 발표됐다. 이 정책은 연간 8,500파운드 미만을 버는 모든 사람에게 주당 6파운드의 임금 인상 제한을 제안했다. TUC 총평의회는 이 제안을 19대 13으로 수락했다. 1976년 5월 5일, TUC는 1976년 8월 1일부터 시작되는 2.50파운드에서 4파운드 사이의 주당 인상에 대한 새로운 정책을 수락했으며, 추가 연도가 명시됐다. 1976년 9월 8일 연례 총회에서 TUC는 1단계가 1977년 8월 1일 만료되면 자유 협상 (즉, 소득 정책을 전혀 사용하지 않음)으로 돌아갈 것을 요구하는 동의안을 거부했다. 이 새로운 정책이 임금 정책의 2단계였다.

#### 3단계
1977년 7월 15일, 재무장관 데니스 힐리는 소득 정책 3단계에서 "무제한적인 경쟁" 없이 자유 단체 교섭으로 단계적 전환을 할 것이라고 발표했다. 오랜 협상 끝에 TUC는 2단계 한도에 따라 1977-78년에 권장된 소폭 인상을 계속 유지하고 이전 정책에 따라 체결된 임금 협상을 다시 열지 않기로 합의했으며, 정부는 임금 협상에 개입하지 않기로 합의했다. 보수당은 노조의 권력과 1978년 여름 이후 기간을 포괄하는 강력한 정책의 부재를 비판했다. 인플레이션율은 1977년 내내 계속 하락했으며 1978년에는 연간 비율이 10% 미만이었다.
연말, 캘러헌의 수석 정책 고문인 버나드 도너휴는 그에게 가능한 선거 날짜를 분석하는 메모를 보냈다. 그는 다음 10월 또는 11월이 최적의 선택이 될 것이며, 경제는 그때까지 양호한 상태를 유지할 가능성이 높다고 결론 내렸다. 그 이후에는 정부의 소득 정책으로 인한 압력으로 전망이 불확실하다고 그는 썼다.

#### 5% 제한
1978년 5월 다우닝 스트리트에서 데일리 미러의 편집자와 기자들과의 점심 식사에서 캘러헌은 계획된 4단계가 성공할 수 있다고 생각하는지 물었다. 그는 노조와 조합원들이 그것이 노동당을 집권시키는 최선의 방법임을 이해한다면 성공할 것이라고 믿었다. 대부분은 어렵지만 불가능하지는 않다고 말했다. 제프리 굿맨은 노조 지도자들이 조합원들이 더 높은 임금 인상을 요구하는 것을 막는 것은 불가능할 것이라고 말했다. "그렇다면 나는 노조 지도부를 뛰어넘어 조합원들에게 직접 호소할 것입니다. 그리고 유권자들에게도 말입니다." 총리는 답했다. "우리는 임금 인상을 억제해야 합니다. 그렇지 않으면 정부가 무너질 것입니다."
1978년 7월 21일 재무장관 데니스 힐리는 8월 1일부터 1년간 임금 인상에 대한 5%의 지침을 설정하는 새로운 백서를 발표했다. 캘러헌은 인플레이션을 한 자릿수로 유지하기로 결심했다. 그러나 노조 지도자들은 정부에 5% 제한이 달성 불가능하다고 경고하며, 5%에서 8% 사이의 더 유연한 접근 방식을 촉구했다. AUEW의 회장 테리 더피는 이 제한을 '정치적 자살'이라고 표현했다. 힐리도 개인적으로 이 제한의 달성 가능성에 회의적인 입장을 표명했다. TUC는 7월 26일 압도적인 표차로 이 제한을 거부하고 약속했던 자유 단체 교섭으로 돌아갈 것을 주장했다.
캘러헌이 가을에 총선을 치를 것으로 널리 예상됐으며, 노동당이 승리할 경우 5% 제한은 개정될 것으로 예상됐다. 그해 TUC 회의 전에 열린 비공식 만찬에서 캘러헌은 주요 노조 지도자들과 선거 전략을 논의했다. 그는 가을에 선거를 치러야 하는지 물었고, 조선 엔지니어링 조합 연맹의 회장 휴 스캔런을 제외한 모든 이들은 늦어도 11월에는 선거를 치러야 한다고 촉구했다. 그들은 그 이후로는 조합원들이 겨울 동안 일하고 피켓 라인에 서지 않을 것이라고 보장할 수 없다고 말했다.
그러나 예상치 않게 9월 7일 캘러헌은 그 가을에 총선을 치르지 않고 지속적인 임금 억제를 통해 겨울을 넘겨 봄 선거를 준비하기 위해 경제를 더 좋은 상태로 만들 것이며, 따라서 5% 제한은 유지될 것이라고 발표했다. 이 임금 제한은 공식적으로 "4단계"로 불렸지만 대부분은 이를 "5% 제한"이라고 불렀다. 정부는 5% 제한을 법적 의무 사항으로 만들지는 않았지만, 이 제한을 어기는 민간 및 공공 정부 계약자들에게 페널티를 부과하기로 결정했다.

### 노동 운동의 변화
1966년과 1979년 사이에 영국의 노조는 변화하고 다양해졌다. 노조 가입자 수 증가는 대부분 노동력으로 복귀하거나 진입하는 여성들로 인해 발생했다. 전통적으로 남성이 압도적으로 많았던 제조업 일자리가 사라지면서, 이 기간 동안 여성의 73%가 노조에 가입한 반면, 새로 취업한 남성의 19.3%만이 가입했다. 흑인과 아시아계 노동자들도 노조에 대거 가입했다. 1977년에는 일하는 흑인 남성의 61%가 노조에 속한 반면, 백인 남성은 47%였다. 아시아계 여성들은 런던 교외의 필름 처리 공장에서 임금 및 조건에 대한 1976-1978년 그룬윅 분쟁 동안 노동 운동의 얼굴이 됐다.
노조 내부에서도 권력이 평조합원에게 이양됐다. 1960년대 후반 유럽과 미국에서 일어난 정치적 격변은 참여 민주주의를 전면에 내세웠고, 노동자들은 파업 시기와 여부를 포함한 결정들을 지금까지 노조 지도부의 전유물이었던 것들을 자신들이 내려야 한다고 느꼈다. 1967년 엔지니어링 노동자 연합 (AUEW)의 수장으로 취임한 휴 스캔런과 그 직후 운송 및 일반 노동자 조합 (TGWU)의 사무총장이 된 잭 존스는 권력 이양을 옹호하는 것으로 노조 지도자들 사이에서 "의심스러운 듀오"로 알려졌다.

#### 불만족스러운 공공 부문 직원
많은 신규 조합원들이 공공 부문 일자리에서도 나왔다. 1974년, 전체 영국 노동력의 약 절반이 노조에 가입했지만, 전체 공공 부문 노동자의 83.1%가 노조에 가입했다. 보건 부문에서는 90%에 달했다. 노조에 가입하는 공무원 중 상당수는 여성이었다.
공무원들은 소득 정책과 관련하여 특히 어려운 상황에 처했다. 정부는 공무원 임금을 민간 부문 동료들보다 낮게 유지했는데, 이는 정부가 그렇게 할 수 있었기 때문이기도 하고 민간 부문에 모범을 보이고자 했기 때문이기도 했다. 민간 부문은 거의 그 모범을 따르지 않았다. 그들의 노조는 또한 증가하는 조합원 수가 TUC 내에서 상응하는 영향력으로 아직 이어지지 않았다는 점에 좌절했다.
이러한 문제들은 1977년 소방관 파업으로 절정에 달했다. 많은 소방관들은 생명을 보호해야 하는 직업적 의무를 저버려야 한다는 점에서 갈등했지만, 자신들의 임금으로는 더 이상 생활비를 충당할 수 없다고 느꼈다. 그들은 30% 인상, 당시 정부 제한보다 20% 높은 인상, 그리고 주당 42시간 근무 제한을 요구했다. 정부는 비상사태를 선포하고 육군 병력을 대체 인력으로 투입하며 대응했다. TUC는 파업 후반에 정부와의 관계를 유지하기 위해 소방관들을 지지하는 캠페인을 하지 않기로 결정했다.

### "발판"과 노동조합주의에 대한 보수당의 강경 입장
마거릿 대처는 1975년 히스의 후임으로 보수당 당수로 선출됐다. 그녀는 교육부 장관으로 재직하면서 경제에 대한 정부 개입보다 시장 기반 솔루션을 옹호하는 것으로 알려졌으며, 그 경험을 통해 노동당의 사회주의 정책보다 자당의 정책이 영국 경제에 더 해롭다고 확신하게 됐다고 나중에 썼다. 프리드리히 하이에크와 콜름 브로건과 같은 작가들의 영향을 받아, 그녀는 전후 합의 하에 영국 노조의 권력이 영국 전체를 희생시켰다고 믿게 됐다.
1977년 그녀의 두 고문인 존 호스킨스와 노먼 스트라우스는 "발판"(Stepping Stones)이라는 보고서를 작성했는데, 이는 노조의 영향력이 실업률과 인플레이션과 같은 영국의 지속적인 경제적 어려움을 어떻게 악화시키는지를 도표로 설명했다. 대처는 저자들의 권고에 따라 그림자 내각에 이 보고서를 배포했다. 연말까지 그녀는 보수당 정부 하에 노조 권력을 억제하기 위한 구체적인 정책과 이를 대중에게 알리기 위한 미디어 전략을 개발하기 위한 운영 위원회를 구성했다.
미디어 전략을 실행하기 위해 당은 광고 회사인 사치 앤드 사치를 고용했는데, 이 회사의 1978년 "Labour Isn't Working" 캠페인은 캘러헌이 그해 선거를 치르지 않도록 설득하는 데 기여한 것으로 평가된다. 1978년 영국 최대 타블로이드 신문인 더 선은 노동당에 대한 오랜 지지를 철회하고 보수당을 지지하기 시작했다. 편집장 래리 램은 대처의 미디어 고문 고든 리스와 자주 만나 전략을 계획하고 다듬었다. 그룬윅 분쟁의 후반 단계에서 파업 참가자들이 거리로 나와 행진하고 때로는 경찰과 폭력적으로 충돌하면서, 보수당은 언론 보도를 이용해 "발판"에 담긴 통제 불능 노조주의에 대한 비판을 대중에게 확산시키기 시작했다.

## 포드 협상
포드 영국이 정한 임금 인상률은 공식적인 가이드라인은 아니었지만, 민간 산업 전반에서 협상의 벤치마크로 받아들여졌다. 포드는 좋은 한 해를 보냈고, 직원들에게 큰 임금 인상을 제공할 여유가 있었다. 그러나 포드는 또한 주요 정부 계약자이기도 했다. 따라서 포드의 경영진은 5% 지침 내에서 임금 인상안을 제시했다. 이에 대응하여 주로 운송 및 일반 노동자 조합 (TGWU) 소속의 15,000명의 포드 노동자들이 1978년 9월 22일 비공식 파업을 시작했으며, 이는 10월 5일 공식적인 TGWU 행동으로 이어졌다. 참가자 수는 57,000명으로 증가했다. 이 파업으로 115,000대의 차량 생산이 중단되어 포드에 약 8억 8,500만 달러의 손실을 입혔다.
파업 중 복스홀 자동차 직원들은 8.5% 인상에 동의했다. 정부 제재를 받을 위험과 파업으로 인한 지속적인 손해를 저울질하는 오랜 협상 끝에 포드는 결국 17%로 인상안을 수정하고 제재를 수용하기로 결정했다. 포드 노동자들은 11월 22일 인상안을 수락했다.

## 정치적 어려움

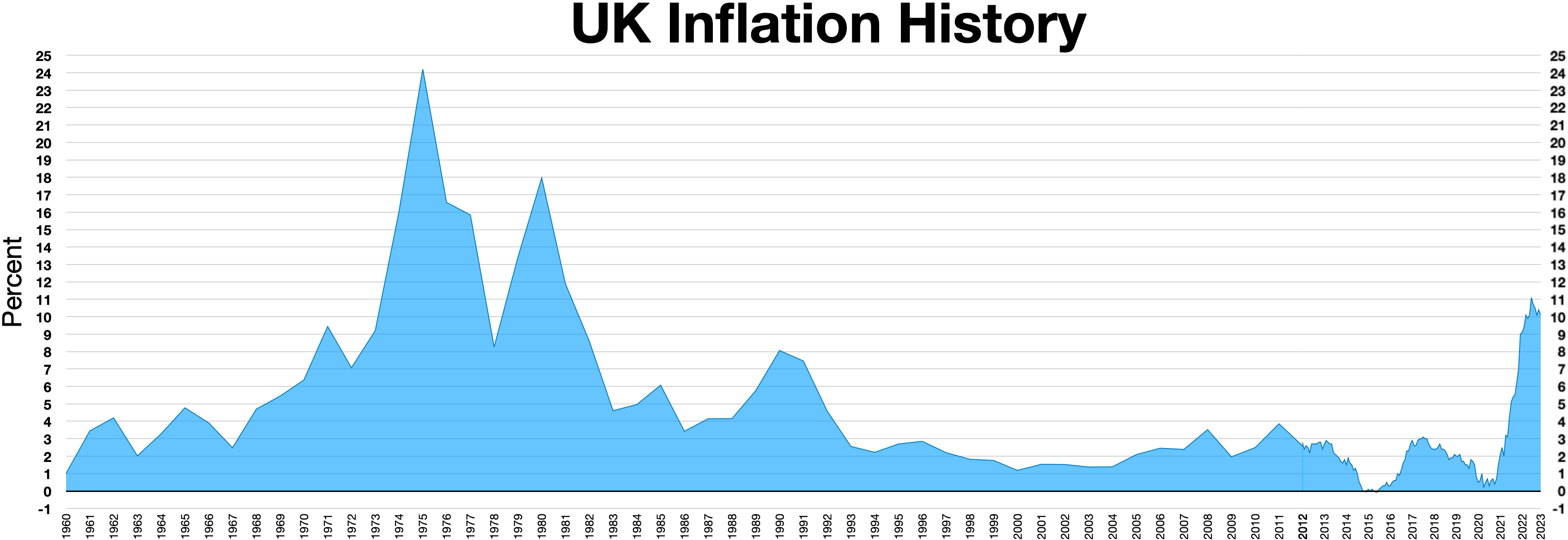
영국 인플레이션 역사
1976년 스털링 위기

포드 파업이 시작되면서 블랙풀에서 노동당 전당대회가 시작됐다. 리버풀 웨이버트리 지역 노동당 대표이자 밀리턴트 그룹 지지자였던 테리 더피는 10월 2일 "정부는 즉시 임금 협상 개입을 중단해야 한다"는 동의안을 제출했다. 마이클 풋이 표결에 부치지 말아 달라는 간청에도 불구하고, 이 결의안은 4,017,000대 1,924,000으로 통과됐다. 다음 날 총리는 "어제는 민주주의의 교훈이었다고 생각한다"며 패배를 인정했지만, 인플레이션과의 싸움을 포기하지 않겠다고 주장했다.
한편, 영국 하원에서 정부의 상황은 점점 더 어려워졌다. 보궐 선거를 통해 1976년에 3석의 과반수를 잃었고, 법안에 대한 표결을 계속 이기기 위해 1977년에 자유당과의 협정을 맺어야 했지만, 이 협정은 1978년 7월에 만료됐다. 북아일랜드에 추가 의석을 부여하기로 한 결정은 얼스터 연합당의 일시적인 지지를 얻었지만, 연합당은 추가 의석 부여 법안이 통과된 직후 이 지지를 철회할 것이라는 점을 분명히 했다. 11월 9일, 연합당이 기권하기로 동의하면서 정부는 312대 300으로 불신임 결의안을 부결시킬 수 있었다.

### TUC 추가 협상
11월 중순까지 포드가 5% 한도를 상당히 초과하는 인상안을 제시할 것이 분명해졌다. 정부는 총선을 앞두고 분쟁을 막고 정치적 단결을 보여줄 임금 정책에 대한 합의를 도출하기 위해 TUC와 집중적인 협상에 들어갔다. 제한적이고 미약한 공식이 결국 마련되어 11월 14일 TUC 총평의회에 제출됐지만, 총평의회 투표는 14대 14로 동률을 이루었고, 의장의 결정 투표로 공식은 거부됐다. TUC 총평의회에서 한 중요한 인물이 1978년 초에 바뀌었는데, 모스 에번스가 TGWU에서 잭 존스를 교체했다. 에번스는 그의 노조에서 약한 지도력을 보였지만, 존스가 일부 TGWU 상점 대표들의 행동을 억제할 수 있었을지는 의심스럽다.
포드가 합의한 후, 정부는 11월 28일 포드와 220개 다른 회사에 임금 정책 위반으로 제재를 가할 것이라고 발표했다. 실제 제재 발표는 영국 산업연맹의 즉각적인 항의를 불러일으켰고, 연맹은 제재의 합법성에 이의를 제기할 것이라고 발표했다. 보수당은 제재를 철회하기 위한 동의안을 하원에 제출했다. 좌파 노동당 의원들의 국방비 지출에 대한 공동 항의로 12월 7일로 예정된 토론이 연기됐다. 그러나 12월 13일 반제재 수정안이 285대 279로 통과됐다. 수정된 주요 동의안은 285대 283으로 통과됐다. 제임스 캘러헌은 다음 날 추가 신임 동의안을 제출했고, 정부는 10표 차이 (300대 290)로 승리했지만, 그의 정부가 제재를 사용할 수 없다는 것을 인정했다. 사실상 이는 정부가 민간 산업에 5% 제한을 강제할 수 있는 수단을 박탈했다.

## 혹독한 겨울 날씨의 시작
11월 25일 아침, 히스로 공항에서 측정된 기온이 밤새 14 °C (57 °F)에서 0 °C (32 °F)로 떨어지고 눈송이가 약간 날리면서 온화했던 가을 날씨가 추워졌다. 다음 달 대부분 동안 추위가 계속됐고, 크리스마스 무렵에야 기온이 10 °C (50 °F)를 훨씬 웃돌았다. 12월 30일, 기온이 다시 떨어지고 비가 곧 눈으로 바뀌었다. 다음 날 1978년은 히스로 공항에서 계속되는 눈과 함께 최고 기온이 겨우 −3 °C (27 °F)를 기록하며 끝났다.
런던 밖에서는 그 영향이 더 심각했다. 일프라콤과 노스데번의 다른 도시들은 많은 도로가 제대로 치워지지 않아 헬리콥터로만 접근할 수 있었다. 왕립 자동차 클럽은 지방 의회를 비난했고, 지방 의회는 노조와의 미해결 문제와 인력 부족을 지적했다. 런던 주변에서도 지방 당국은 주요 도로만 치울 수 있었다. 스털링 근처의 스코틀랜드 열차 두 대가 눈에 갇혀 300명의 승객이 오도가도 못하게 됐고, 다른 지역에서는 파업으로 인해 철도 운송의 어려움이 더욱 심화됐다. 유조차 운전사들도 12월 18일부터 일부 지역에서 파업에 돌입하여 일부 주택 소유자들이 난방을 유지하는 데 어려움을 겪고 휘발유 공급이 제한됐다. 리그 축구 경기는 새해 첫날 연휴 동안 세 경기만 치러질 수 있었고, 모든 럭비 경기는 취소됐다. 런던 햄프스티드 히스 연못의 얼음을 밟고 세 명이 익사했다.

## 트럭 운전사 파업
이제 정부가 임금 정책을 강제할 방법이 없자, 아직 임금 인상 요구를 하지 않았던 노조들은 목표를 높이기 시작했다. TGWU가 대표하는 트럭 운전사들은 12월 18일 최대 40%의 인상을 요구했다. 수년간의 산업 확장으로 고용주들은 운전사 부족에 시달렸고, 운전사들은 종종 최저 임금으로 주당 70-80시간을 일했다. 업계 무역 단체인 도로 운송 협회 (RHA)는 처음에 교통장관 윌리엄 로저스에게 5% 상한선을 유지할 것이라고 말했는데, 로저스는 노동당 우파의 일원으로서 당의 사회주의 프로그램 완수에 대한 대중의 욕구에 회의적이었다. 그러나 1979년이 시작되자, 로저스가 무질서하고 TGWU에게 쉽게 위협받는다고 본 RHA는 파업이 광범위해지기 전에 합의하기 위해 갑자기 13%로 제안을 늘렸다.
그 제안은 정반대의 효과를 낳았다. 전년도 겨울 남웨일스 운송업자들의 파업으로 참가자들이 20%의 인상을 얻었던 기억에 고무된 운전사들은 파업을 통해 더 나은 결과를 얻을 수 있다고 판단했다. 노조의 전국 지도부는 캘러헌과의 9월 만찬에서 예상했듯이 지역 지도자들을 억제하기 어렵다고 생각했다. 1월 2일 로저스는 내각에 전국 도로 운송 파업이 임박했다고 경고했지만, RHA에 제안을 더 개선하도록 압력을 가하는 것에 반대했다.
다음 날 모든 TGWU 트럭 운전사들의 비공식 파업이 시작됐다. 휘발유 공급이 중단되면서 전국 주유소가 문을 닫았다. 파업 참가자들은 주요 항구에서도 피케팅을 했다. 파업은 1월 11일 TGWU에 의해, 1월 12일 전국 도로 운송 노조에 의해 공식화됐다. 전국 물품의 80%가 도로로 운송되고, 이전 폭풍으로 인해 도로가 아직 완전히 정비되지 않은 상황에서, 파업 중인 운전사들이 계속 일하는 회사들을 피켓팅하면서 필수 물품 공급이 위험에 처했다. 유조차 운전사들은 일하고 있었지만, 주요 정유소도 목표가 됐고 유조차 운전사들은 어디로 가고 있는지 파업 참가자들에게 알려주어, 파업 피켓이 목적지에서 그들을 돌려보내게 했다. 분쟁 기간 동안 백만 명 이상의 영국 노동자들이 일시적으로 해고됐다.
킹스턴어폰헐에서는 파업 중인 운송업자들이 도시의 두 주요 도로를 효과적으로 봉쇄하여 어떤 물품이 도시에 들어오고 나갈 수 있는지를 통제할 수 있었고, 회사들은 바리케이드를 통과하기 위해 자신들의 명목상 직원들에게 설득해야 했다. 신문 헤드라인은 상황을 포위전과 스탈린그라드 전투에 비유했으며, 식량 공급에도 영향을 미칠 것이라는 우려는 공황 구매를 부추겼다. 이러한 보도는 종종 파업 참가자들의 영향력을 과장했는데, 이는 그들의 이익과 고용주들의 이익 모두에 도움이 됐다. 또한 보수당이 "발판"에서 주장된 통제 불능 노조주의에 대한 주장을 대중에게 퍼뜨리는 데 도움이 됐으며, 전국 각지의 독자 투고는 노조에 대한 대중의 분노가 커지고 있음을 반영했다.
연료 공급 중단으로 인해 내각은 "드럼스틱 작전" 계획을 실행할 준비를 했는데, 이는 육군이 유조차 운전사들로부터 인계를 받기 위해 대기하는 것이었다. 그러나 이 작전은 정유사 자산의 징집을 허용하기 위해 비상사태 선포가 필요했으며, 정부는 1월 18일 이러한 조치를 철회했다. 특히 로저스는 이에 반대했는데, 가용한 병력이 파업 중인 운전사들의 매우 작은 부분만 보충할 수 있었고, 비상사태를 선포하지 않고도 더 효과적으로 사용할 수 있을 수도 있었기 때문이다. 상황이 위기로 발전하기 전에 정유사들은 약 15%의 임금 인상에 합의했다.
내각은 같은 날 모든 운송 회사의 이익을 제한하는 조치를 취하지 않기로 결정하여, 그들이 파업 참가자들에게 더 높은 제안을 할 수 있도록 허용했다. 로저스는 이 결정에 너무 실망하여 캘러헌에게 사임서를 보냈는데, "정부는 심지어 최전선에 있지도 않다"며 "가장 비난받아 마땅한 종류의 패배주의"라고 비난했다. 그는 결국 내각에 남기로 결정했다.
비상사태를 선포하고 육군을 통해 필수 물품을 확보하려는 추가 계획이 수립됐고, 이에 대해 정부는 TGWU 지도부에 경고했다. 그 결과 노조는 1979년 1월 12일 공식적으로 파업 조치에서 제외되는 비상 물품 목록을 수락했다. 실제로 무엇이 비상사태에 해당하는지는 TGWU의 지역 관료들이 결정하도록 맡겨졌으며, 전국적으로는 "면제 위원회"를 설립하여 결정하는 지역 상점 대표들의 견해에 따라 관행이 다양했다. 킹스턴어폰헐의 파업 참가자들이 지역 농장에 적절한 동물 사료 혼합물이 통과하는 것을 허용하지 않자, 농부들은 죽은 새끼 돼지와 닭 시체를 노조 사무실 밖에 버렸다. 노조는 농부들이 실제로 닭의 목을 졸라 죽였고, 새끼 돼지들은 어미가 굴러 넘어지면서 압사한 것이라고 주장했다.
파업에 반대하는 시위가 리버풀과 맨체스터에서 열렸으며, 이에 맞서 지지 시위도 열렸다. 버밍엄에서는 1월 17일 본빌에 있는 캐드버리 슈웹스 공장에서 일하는 300명의 여성들이 유동 피켓이 배달을 막으려 한다는 소식을 듣고 폭력이 발생했다. 그들은 핸드백과 우산을 휘두르며 파업 중인 트럭 운전사들을 재빨리 쫓아냈는데, 그들의 수는 트럭 운전사보다 20대 1로 많았다. 이 사건은 전국적인 뉴스가 됐다.
일부 운송업자들은 제안을 기다리지 않고 업무에 복귀하려 했다. 슈롭셔의 오크엔게이츠 마을에 있는 한 단체는 수송대를 조직했지만, 포장되지 않은 도로가 너무 미끄러워 이동할 수 없었다.
1월 29일, 남서부의 트럭 운전사들은 중재 패널이 승인한 최대 20%의 인상안(노조가 파업했던 금액보다 주당 1파운드 적은 금액)에 합의했고, 이 합의는 전국적으로 받아들여지는 모델이 됐다.
운전사들이 업무에 복귀한 후, 일부 언론은 물품 부족 사태를 재검토하여 그것이 현실이라기보다는 공포심의 문제였다는 것을 발견했다. 디 이코노미스트는 예상했던 많은 식량 부족 사태가 실제로 발생하지 않았다고 보도했다. 고용부의 더글라스 스미스는 몇 년 후 특정 아침 시리얼만 재고가 없었던 것으로 기억하며, 로저스 또한 일자리 손실이 예상만큼 심각하지 않았지만 혼란에 대한 우려가 실제로 두려워했던 것의 거의 아무것도 일어나지 않았음에도 불구하고 국가적 분위기에 영향을 미쳤다는 데 동의했다.

## 캘러헌과 대처의 언론 대응

### "위기? 무슨 위기?"
영국이 파업과 폭풍의 여파로 몸살을 앓는 동안, 캘러헌은 카리브 제도에 있었는데, 그곳에서 과들루프 정상회의에 참석하여 미국 대통령 지미 카터, 독일 총리 헬무트 슈미트, 프랑스 대통령 발레리 지스카르 데스탱과 함께 이란의 심화되는 위기와 소련과의 제안된 SALT II 군비 통제 조약을 논의하고 있었다. 그는 또한 며칠간 바베이도스에서 휴가를 보내며 데일리 메일에 의해 수영복을 입고 햇볕 아래 수영하는 모습이 사진 찍혔다. 이 신문은 영국 상황을 한탄하는 긴 사설의 끝에 이 사진들을 사용했다.
1월 10일, 영국 남부와 저지대의 기온이 폭풍 이후 처음으로 영하를 벗어났을 때, 캘러헌이 귀국했다. 언론이 와 있다는 팁을 들은 그의 홍보 비서 톰 매카프리는 아무 말도 하지 말고 즉시 업무에 복귀하라고 조언했지만, 그의 정치 고문 톰 맥널리는 캘러헌이 돌아와 상황을 통제하겠다고 선언하는 모습이 안심을 줄 것이라고 생각했다. 이에 캘러헌은 히스로 공항에서 기자회견을 열기로 결정했다. 맥널리의 실망스럽게도 캘러헌은 농담조로 회담 중 카리브해에서 수영을 했다고 언급했다. 첫 질문에서 그는 영국 상황에 대해 질문을 받았는데, 그는 언론이 과장하고 있으며 아마도 진정으로 조국을 사랑하지 않는 것 같다고 분노에 찬 목소리로 답했다. 맥널리는 당황했다. 그는 상황이 이렇게 흘러갈 줄은 예상하지 못했다.
캘러헌은 (틀:이브닝 스탠더드의 기자에게) "현재 국내에 고조되는 혼란을 고려할 때 총리님의 일반적인 접근 방식은 무엇입니까?"라는 질문을 받았고, 다음과 같이 답변했다.
음, 그건 당신이 내리는 판단입니다. 제가 약속하건대, 외부에서 바라본다면, 그리고 아마도 지금 당장은 다소 지역적인 관점을 취하고 계실지도 모르겠지만, 저는 세상의 다른 사람들이 고조되는 혼란이 있다는 견해에 동의할 것이라고 생각하지 않습니다.

다음 날 더 선의 기사는 "위기? 무슨 위기?"라는 제목과 함께 "철도, 트럭, 일자리 혼란 – 그리고 짐은 언론 탓"이라는 부제목을 달아 캘러헌이 영국 사회와 "동떨어져 있다"고 비난했다. "위기? 무슨 위기?"라는 문구는 1973년 영화 자칼의 날에서 대중의 의식에 들어섰고, 슈퍼트램프의 1975년 동명 앨범으로 더욱 대중화됐다.
비록 그가 정확히 그 단어를 사용하지는 않았지만, 캘러헌의 연설문 작성자 로저 캐럴은 그것이 효과적인 의역이었다는 점에 동의했다. "그는 자초한 셈이죠, 유감스럽게도, 그리고 그는 그 결과를 얻었죠." 캘러헌은 그의 남은 생애 동안 그 문구와 밀접하게 연관될 것이다.

### 보수당의 대응
야당 대표인 대처는 1월 첫째 주 동안 정부가 파업에 대처하기 위해 비상사태를 선포할 것을 요구했다. 그녀는 또한 "발판"과 그 이전에 In Place of Strife에서 제안됐던 개혁들의 즉각적인 시행을 요구했다. 여기에는 파업의 직접적인 대상이 아닌 제3자 기업에 대한 2차 피케팅 금지, 고용주가 이미 노조 회원인 사람만 고용할 수 있는 클로즈드 숍 계약 종료, 파업 전 및 노조 간부 선거에서 비밀 선거를 통한 투표 의무화, 그리고 소방, 의료, 공공 서비스와 같은 필수 공공 서비스를 제공하는 공공 부문 노조와의 파업 금지 합의 확보 등이 포함됐다.
일주일 후, 추위가 다시 찾아오고 수천 명의 영국인들이 실업 수당을 신청하기 시작했을 때, 대처는 정당 정치 방송에서 상황에 대해 연설했다. 작은 거실에서 그녀는 자신을 정치인이 아닌 영국인으로서 말한다고 했다. 그녀는 시청자들에게 "오늘 밤 저는 정당적인 정치적 주장을 펼칠 생각이 없습니다"라고 말했다. "여러분은 제가 그렇게 하기를 원치 않으실 것이라고 생각합니다. 우리나라가 직면한 위기는 너무나 심각합니다."
파업으로 인한 혼란은 대처로 하여금 "우리의 공동체 의식과 심지어는 공동의 인간성이 어떻게 됐을까"를 궁금하게 만들었다. 그녀는 이를 노조의 광범위한 피케팅 및 파업 능력으로 돌렸는데, 이는 거의 모든 노조가 "나라를 질식시킬" 수 있게 한다고 했다. 그녀는 대부분의 노조원들이 그러한 극단적인 전술을 지지하지는 않는다고 인정했다.

### 노동당의 대응
1월 24일 노동당의 자체 정당 방송에서는 상황을 전혀 언급하지 않았다. 대신, 맨체스터 시 의원은 자신의 도시에서 협의회 주택을 늘릴 것을 주장했다. 당원들은 개인적으로 캘러헌과 그의 내각이 대중의 지지를 얻을 중요한 기회를 놓치고 위기의 심각성을 계속 경시하는 것에 대해 큰 실망감을 표현했다. 한 당원은 "우리가 당원으로서 이것이 당신들 트랜스포트 하우스에서 할 수 있는 최선이라면 어떻게 대중의 지지를 얻으러 나갈 수 있겠는가?"라고 썼다.

## 공공 부문 직원들
1월 22일, 일주일간의 온화한 기온이 지나고 혹독한 겨울 날씨가 다시 찾아왔다. 정오부터 영국 전역에 우빙이 내리기 시작했고, 자정까지 기온이 더 떨어지면서 눈으로 변해 다음 날까지 계속 내렸다. 다시 한번 남부에서는 도로가 통행 불능이 됐고, 북부와 고지대에서는 3주 전 폭풍에서 아직 회복되지 못한 지역들이 새로이 피해를 입었다.
한 달 전 공공 부문 노조들은 이 날을 1926년 총파업 이래 가장 큰 개별 파업 행동의 날로 정했고, 많은 노동자들이 그 이후 무기한 파업에 돌입했다. 민간 부문의 많은 사람들이 상당한 임금 인상을 달성하면서, 공공 부문 노조들은 임금 면에서 보조를 맞추는 데 점점 더 많은 관심을 기울였다. 정부는 이미 1월 16일 정책의 약간의 완화를 발표했으며, 이는 노조에게 승리하고 자유 단체 교섭을 사용할 수 있다는 희망을 주었다. ASLEF와 전국 철도 노동자 조합에 속한 기관사들은 이미 일련의 24시간 파업을 시작했으며, 1월 18일 왕립 간호 대학 회의에서는 간호사 임금을 1974년과 같은 실질 수준으로 인상할 것을 요구하기로 결정했는데, 이는 평균 25% 인상을 의미했다. 공공 부문 노조들은 이 날을 "행동의 날"로 명명하고, 24시간 파업을 벌이며 주당 60파운드의 최저 임금을 요구하는 행진을 했다. 이 날은 나중에 언론에 의해 "비참한 월요일"로 불리게 됐다.
잇따른 파업이 선언되고 승리하면서, 많은 노동자 집단은 종종 노조 지도부의 동의나 지원 없이 비공식적인 행동을 취하기 시작했다. 구급차 운전사들은 1월 중순에 파업에 돌입했으며, 일부 지역(런던, 웨스트 미들랜즈, 카디프, 글래스고 및 서부 스코틀랜드)에서는 999 응급 전화 수신 거부를 포함한 행동을 취했다. 이 지역에서는 육군이 최소한의 서비스를 제공하기 위해 동원됐다. 병원 보조 직원들도 파업에 돌입했다. 1월 30일, 사회 서비스부 장관 데이비드 에널스는 2,300개 NHS 병원 중 1,100개가 응급 환자만 치료하고 있으며, 사실상 구급 서비스가 정상적으로 운영되지 않고, 보건 서비스 보조 직원들이 어떤 사례가 치료를 받을 자격이 있는지 결정하고 있다고 발표했다. 언론은 암 환자들이 필수적인 치료를 받는 것을 막았다고 경멸적으로 보도했다.

### 묘지 관리인 파업
1월 초 리버풀 지역의 파업 위원회 회의에서 지역 쓰레기 수거인들이 파업을 지지했지만, 늘 그랬듯이 자신들이 먼저 파업을 시작하는 것을 원치 않는다고 보고됐다. 위원회는 총괄자인 일반 및 시 노동자 조합 (GMWU) 지역 대표 이언 로우즈에게 그가 대표하는 묘지 관리인과 화장장 노동자들이 대신 주도권을 잡도록 요청했다. 그는 다른 노조들이 뒤따를 경우 수락했고, GMWU의 전국 집행부는 파업을 승인했다.
로우즈는 2006년에 그 노조들은 이전에 파업을 한 적이 없었고, 그는 허가가 날 것이라고 예상하지 못했다고 회상했다. "언론이 어떻게 이것에 매달릴지 알고 있었습니다," 그는 말했다, "그리고 그들은 우리를 향한 독설을 완전히 과소평가했습니다." 노조의 고위 간부였던 래리 위티도 나중에 파업을 승인한 것이 실수였다는 데 동의했다. 당시 GMWU는 또한 공무원 노조 중 가장 보수적이고 덜 투쟁적인 것으로 알려져 있었다. 종종 그들은 노동당 내에서 자신들의 영향력을 사용하여 지도부에 대한 좌파의 도전을 좌절시켰고, 그들의 간부들은 직책에 대한 경쟁 선거에 거의 직면하지 않았다. 전국 공공 노동자 조합 (NUPE)과 보건 서비스 노동자 연합 (COHSE)이라는 두 노조의 성장하는 위협에 직면하여, GMWU는 그 노조 회원들이 '배신자 노조'라고 부르는 것이 되지 않으려 노력하고 있었다.
그 이후의 파업은 리버풀과 맨체스터 근처의 테임사이드에서 발생했으며, 이후 보수당 정치인들에 의해 자주 언급됐다. 80명의 묘지 관리인들이 파업에 돌입하자 리버풀 시의회는 스피크에 있는 공장을 빌려 시체를 매장할 때까지 보관했다. 환경부는 한때 공장에 150구의 시체가 보관되어 있었고 매일 25구씩 추가됐다고 언급했다. 미매장 시체에 대한 보도는 대중에게 우려를 불러일으켰다. 2월 1일, 한 끈질긴 기자가 리버풀의 보건 의사인 던컨 볼턴 박사에게 파업이 몇 달 동안 계속되면 어떻게 될 것인지 물었고, 볼턴은 바다 매장을 고려할 것이라고 추측했다. 그의 답변은 가상적인 것이었지만, 당시 상황에서는 큰 불안을 야기했다. 다른 대안들도 고려됐는데, 여기에는 유가족이 직접 장례식 묘지를 파는 것, 군대 투입, 그리고 개인 계약자를 고용하여 시체를 매장하는 것 등이 포함됐다. 주요 우려는 시체가 열 밀봉된 봉투에 최대 6주 동안 안전하게 보관될 수 있었기 때문에 미학적인 문제라고 언급됐다. 볼턴은 나중에 언론의 선정적인 파업 보도에 "경악했다"고 보고했다. 묘지 관리인들은 결국 2주간의 파업 끝에 14% 인상에 합의했다.
이후 회고록에서 캘러헌과 힐리 모두 NUPE가 파업을 그렇게 오래 끌도록 허용했다고 비난했으며, 보수당도 마찬가지였다. 테임사이드의 묘지 관리인들은 그 노조의 조합원이었지만, 리버풀 지역의 관리인들은 GMWU 소속이었다.

### 폐기물 수거원
1월 22일부터 많은 수거원들이 파업에 돌입하면서 지방 당국은 폐기물 저장 공간이 부족해졌고, 관리하는 지역 공원을 사용하게 됐다. 보수당이 장악한 웨스트민스터 시의회는 런던 웨스트엔드 중심부에 있는 레스터 스퀘어를 쓰레기 더미로 사용했고, 이브닝 스탠더드가 보도했듯이, 이는 쥐를 끌어들였고, 이용 가능한 먹이로 인해 쥐의 수가 증가했다. 언론은 이 지역을 "썩어가는 광장"(Fester Square)이라고 불렀다.
2월 21일, 지방 당국 노동자 분쟁이 합의되어, 노동자들은 11% 인상과 주당 1파운드를 받게 됐으며, 임금 비교 연구에서 권고할 경우 추가 인상이 가능했다. 캠던구를 포함한 일부 좌파 지방 당국은 노조 요구를 전액 수용(이른바 "캠던 잉여")한 후 구역 감사원의 조사를 받게 됐는데, 감사원은 결국 이를 해당 지역의 선관 의무 위반이자 따라서 불법이라고 판결했다. 켄 리빙스턴을 포함한 캠던 구의원들은 징계를 피했다. 리빙스턴은 징계를 부과하지 않기로 결정했을 당시 대런던 의회의 지도자였다.

## 파업의 종결
1월 말까지 90,000명의 영국인들이 실업 수당을 받고 있었다. 더 이상의 큰 폭풍은 없었지만, 기온은 여전히 혹독하게 추웠다. 많은 외딴 지역들은 아직도 월초의 눈보라에서 완전히 회복되지 못했다. 월솔 북쪽 M6의 40-마일 (64 km) 구간이 차량 통행이 차단됐고, 런던 근처에서도 많은 다른 도로들이 20 마일 매 시 (32 km/h) 정도로 낮은 임시 속도 제한을 시행했다. 육군이 도로에 염분을 뿌리게 하려는 계획은 NUPE 간부 배리 셔틀워스가 공공 부문 직원들의 파업 확대를 위협하자 포기됐다.
필수 서비스의 파업은 노동조합 운동과 가까웠던 많은 노동당 정부 고위 장관들을 경악시켰는데, 그들은 노조원들이 그런 행동을 할 가능성이 낮다고 생각했었다. 여기에는 제임스 캘러헌 총리 자신도 포함됐는데, 그는 노동조합과의 관계를 통해 정치 경력을 쌓았고, 거의 국세청 직원 연맹이라는 노조를 창립하기도 했다. 캘러헌은 파업 참가자들의 행동을 "무자비한 집단 기물 파손"이라고 불렀다.
정부는 고위 노조 지도자들과 협상 중이었고 2월 11일 TUC 총평의회에 제출될 제안에 합의했다. 2월 14일, 날씨가 풀릴 가능성이 보이기 시작하자, 총평의회는 "경제, 정부, 노동조합의 책임"이라는 제목으로 발표된 협정을 동의했다. 이 단계에서 노조 간부들은 조합원들에 대한 통제력이 제한적이었고, 파업이 즉시 중단되지는 않았지만, 이때부터 점차 줄어들기 시작했다. 1979년 전체적으로 29,474,000일의 노동 손실이 산업 분쟁으로 인해 발생했으며, 1978년의 9,306,000일과 비교된다.
2월 말의 폭풍은 도로가 아직 정비되지 않은 외딴 지역의 고립을 장기화시켰다. 1979년 1월은 평균 기온이 −1.4 °C (29.5 °F)로, 1659년 기록이 시작된 이래 17번째로 추운 1월이었다. 그 이후로 영국에서 영하의 평균 기온을 기록한 겨울철은 두 달(1986년 2월, 2010년 12월)밖에 없었다. 1월과 2월 평균 기온이 −0.1 °C (31.8 °F)인 두 달 기간은 그 이후로 다시 나타나지 않았다. 전체적으로 1979년 겨울은 역대 28번째로 추웠지만, 20세기에는 세 번째로 추운 겨울이었다.

## 총선에 미친 영향

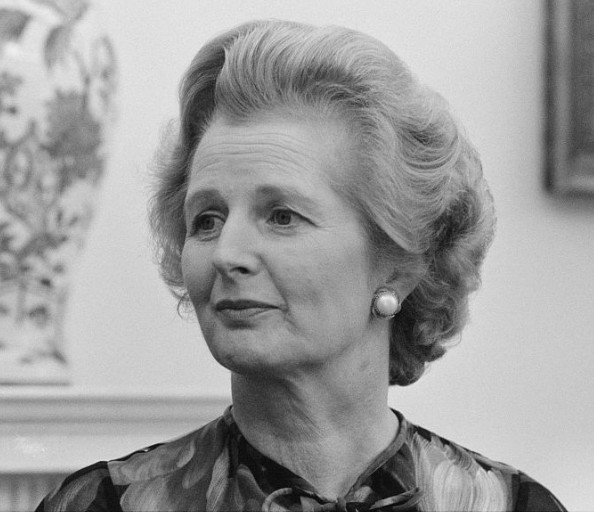
마거릿 대처, 1979년 총선에서 승리하여 총리가 됐다

파업은 투표 의향에 지대한 영향을 미친 것으로 보인다. 갤럽에 따르면, 1978년 11월 노동당은 보수당에 5%포인트 앞섰지만, 1979년 1월에는 보수당이 7.5%포인트 앞섰고, 2월에는 20%포인트 앞섰다. 3월 1일, 스코틀랜드와 웨일스 지방 분권에 대한 국민투표가 실시됐다. 웨일스에서는 지방 분권에 강력히 반대했고, 스코틀랜드에서는 소폭 찬성 다수가 나왔지만, 의회가 정한 유권자의 40% 기준에는 미달했다. 정부가 즉시 지방 분권을 추진하지 않기로 결정하면서 스코틀랜드 국민당은 정부 지지를 철회했고, 3월 28일 불신임 결의에서 정부는 한 표 차이로 패배하여 총선을 앞당겼다.
보수당 당수인 마거릿 대처는 이미 1월 17일 트럭 운전사 파업 중 정당 정치 방송에서 노동조합의 권력을 제한하기 위한 제안을 개략적으로 설명했다. 선거 운동 기간 동안 보수당은 파업으로 인한 혼란을 광범위하게 활용했다. 4월 23일의 한 방송은 더 선의 헤드라인 "위기? 무슨 위기?"를 보여주는 것으로 시작했고, 점점 더 절박한 목소리의 내레이션이 쓰레기 더미, 폐쇄된 공장, 피케팅 중인 병원, 잠긴 묘지의 영상과 교차됐다. 총선에서 보수당의 승리 규모는 종종 파업의 영향뿐만 아니라 그들의 "Labour Isn't Working" 캠페인에도 기인한 것으로 여겨지며, 당은 그 겨울의 사건들을 담은 영상을 향후 몇 년간 선거 운동에서 사용했다.

## 유산
대처의 선거 승리 후, 그녀는 전후 합의를 중단시키고 노동조합법에 대대적인 변화를 주었다(가장 주목할 만한 것은 노조가 파업을 선언하기 전에 조합원 투표를 실시해야 한다는 규제였다). 그 결과 1983년 총선 당시에는 파업 수준이 30년 만에 최저치였고, 보수당은 압도적인 승리를 거두었다.
미국 역사가 타라 마틴 로페즈는 불만의 겨울에 대한 후대의 많은 기억들이 실제 일어난 일을 과장하고 그 당시의 사건들과 1970년대 다른 산업 분쟁 및 그 결과들을 혼동하고 있다고 지적했다. 2000년 펑크 록 밴드 섹스 피스톨즈에 대한 다큐멘터리 The Filth and the Fury에서, 생존 멤버인 스티브 존스와 존 라이든은 밴드 결성 시점인 1975년을 "수년간 계속된 쓰레기 파업으로 쓰레기가 10피트 높이로 쌓여 있던" 시기로 회상한다. 로페즈의 맨체스터 대학교 학생 중 한 명은 불만의 겨울을 주3일근무제와 동일시했는데, 이는 실제로 1974년 광부 파업 때 시행됐다. 그녀는 "오류, 정치적 사실, 그리고 환기시키는 이미지가 뒤섞인 기억이 이 일련의 사건들의 더 넓은 역사적 의미를 이해하는 데 특히 흥미롭다"고 썼다.

### 노동당 내부에서
불만의 겨울은 노동당 내부에서도 영향을 미쳤다. 캘러헌의 뒤를 이어 더 좌파적인 마이클 풋이 당수로 취임했지만, 당을 통합하는 데 성공하지 못했다. 1981년, 여전히 당이 노조에 너무 강력하게 통제되고 있다고 믿었던 윌리엄 로저스(운송업자 파업의 영향을 완화하려 했던 전 운송 장관)는 다른 30여 명의 불만을 품은 노동당원들과 함께 보다 중도적인 사회민주당 (SDP)을 결성했다. 이는 그가 힘들게 내린 결정이었다고 회상한다. 유사하게 환멸을 느낀 톰 맥널리(캘러헌의 고문으로, 더 선의 "위기? 무슨 위기?" 헤드라인을 낳은 기자회견을 추천했던 인물)는 겨울이 끝난 후 GMWU 간부가 "우리가 주도할 것"이라고 장담하자 노동당을 떠나 SDP로 갔다.
반면에 관련된 일부 노조 간부들은 파업에 대한 입장을 전혀 바꾸지 않았다. NUPE와 그 후신인 UNISON의 사무총장이었던 로드니 비커스태프는 2006년에 "만약 오늘 다시 해야 한다면, 다시 할 것입니다"라고 말했다. 리버풀 묘지 관리인들의 지도자인 이언 로우즈도 동의하며 "우리는 선택의 여지가 없었습니다"라고 말했다. 파업 후, 정부의 파업 참가자 비난에 배신감을 느낀 그는 노동당에서 멀어졌지만, 더 좌파적인 쪽으로 이동했다. 그는 파업 참가자들에게 배포되던 트로츠키주의 신문인 밀리턴트의 입장에 동의하게 됐고, 곧 공식적으로 밀리턴트 경향의 지역 지부에 가입했다. 6년 후, 밀리턴트가 장악한 리버풀 시의회가 영국 전역의 지방 정부를 따라 공무원들이 일반적으로 하던 업무를 외부 계약으로 넘기자 그는 그들을 떠났다.
1997년 총선 동안, 토리당이 포위된 현직 정당이었을 때, 보수당 선거 운동원들은 노동당이 다시 집권하면 TUC의 지시를 받아 1979년 노조가 사용했던 전술을 막기 위해 대처가 통과시킨 모든 법률을 폐지할 것이라고 주장하기 시작했다. 노동당 당수인 토니 블레어는 타임스에 기고문을 통해 그러한 혐의를 모두 부인하고, 노동당이 무투표 파업, 2차 피켓팅, 클로즈드 숍 등을 다시 허용할 계획이 없다고 설명했다. 그는 "저는 1970년대로는 돌아가지 않을 것이라는 점을 분명히 함으로써 저의 정치적 명성과 신뢰를 걸었습니다"라고 썼다. "사실 노동조합 사이에서도 그러한 것에 대한 열망은 거의 없습니다."

### 영국 좌파의 반응
노동당이 2019년 총선에서 수십 년간 지켜왔던 많은 의석을 포함하여 큰 손실을 본 후, 보수당은 다시 좌파 당수인 제러미 코빈을 1970년대와 불만의 겨울에 연결시켰다. 맷 마이어스는 재커빈에 기고한 글에서 영국 좌파가 그 시대에 대한 우파의 서사를 양보함으로써 "신자유주의의 창립 신화에 맞서지 못했으며, 이는 영국 사회주의 진보의 근본적인 장애물로 남아 있다... 1970년대의 패배는 심지어 한때 신자유주의에 대한 가장 강력한 반대 세력이었던 이들에게도 내면화됐다"고 썼다. 그의 의견으로는, 노동당이 젊은층 유권자들 사이에서 1983년 대처가 젊은층 유권자들에게 더 선호됐던 것보다 훨씬 더 큰 지지를 얻었음에도 불구하고 이러한 결과가 나왔다. 그는 "사회주의적 변혁의 수동적 수혜자"로 묘사한 나이 든 유권자들 사이에서 보수당의 압도적인 지지는 우파가 1970년대를 환기시키며 젊은 세대에 비해 훨씬 더 많은 부를 축적한 그들의 부를 보호하려는 욕구에 호소하기 쉽게 만들었다고 주장했다.
일부 좌파는 불만의 겨울 동안의 노동 운동에 대한 비판에 동참했다. 평생 사회주의자였던 폴 풋은 파업을 "복수와 자기 이익의 고집스러운 표현"이라고 묘사했다. 또 다른 좌파 학자인 존 켈리는 이를 "거의 순수한 경제주의적이고 방어적인 전투성"의 예시라고 썼다.
노동당의 목에 걸린 알바트로스처럼 이 시대의 지속성을 인식하면서, 일부 좌파는 불만의 겨울을 캘러헌 정부의 소득 정책의 불가피한 결과로 재평가하려 시도했다. "그것은 맑은 하늘에서 갑자기 떨어진 것이 아니라, 노동자들의 생활 수준에 대한 급진적인 공격에 맞선 일련의 오랜 파업과 투쟁의 절정이었다"고 쉴라 코헨은 2010년 더 코뮌에 썼다. 레드 페퍼는 웹사이트에서 1970년대에 대한 보수당의 서사를 반박하는 페이지에서 이를 반복하며, 인플레이션을 노조의 임금 인상 요구가 아닌 히스 정부 기간 및 이후 잉글랜드 은행의 신용 규제 완화 탓으로 돌렸다. 또한 대처 하의 경제 회복은 그녀의 노동법 개혁이 아닌 북해유전 수익 덕분이라고 주장했다.
코헨은 또한 불만의 겨울이 노동 계급 권력의 시연을 통해 지배 계급을 불쾌하게 만들었다고 보았다. "탱커 운전사, 묘지 관리인, 쓰레기 수거인들의 이러한 평범한 투쟁은 노동자들이 가질 수 있는 유일한 힘을 보여주었다. 그들은 사회의 조직과 구조에 심각한 도전을 가할 정도로 강력하고 광범위하게 노동을 철회했다." 2년 후, 대침체와 2010년 총선에서 브라운의 뒤를 이은 보수당 총리 데이비드 캐머런이 도입한 긴축 조치 이후, 닉 코헨은 노동 계급이 부유층을 불편하게 할 수 있었던 마지막 시기였던 1979년 파업이 그렇게 나쁘게 기억되어야 하는지 확신하지 못했다. "조직된 노동이 이제 무력화되면서, 관리자와 소유자는 제한 없이 자신들에게 보상을 줄 수 있고, 정부는 결과를 감당해야 할 사람들을 생각하지 않고 실수에서 실수로 비틀거릴 수 있습니다."

### 21세기 보수당의 주요 논점
2008년, 또 다른 타임즈 기사는 노동당(당시 고든 브라운 총리 하에 집권 중)이 TUC가 다시 당의 의제를 설정하도록 허용하지 않도록 경고하면서 불만의 겨울의 유령을 불러냈다. 레이첼 실베스터는 2008년 당 대회에서 투쟁적인 노조 수사학이 이를 "고풍스럽지만 다소 무의미한 과거의 환상: 쥬라기 공원에 아바 사운드트랙, 나팔바지를 입은 티라노사우루스"로 만들었다고 썼다. 5년 후, 대처 서거 후 첫 마거릿 대처 연례 강연에서 보리스 존슨은 영국 젊은이들이 러셀 브랜드와 영국방송공사로부터 고인이 된 총리에 대해 압도적으로 부정적인 인상을 받고 있는데, 이는 그녀의 당선 이전을 기억할 만큼 나이가 든 사람들은 그렇지 않다는 점을 한탄했다. "[1979년] 붉은 로보(즉, 데릭 로빈슨)는 우리 자동차 산업의 남은 부분을 마비시켰고, 나라는 불만의 겨울이라는 무익함의 황홀경에 빠져들었다. 여성들은 촛불 아래서 출산해야 했고, 총리 질문은 석유 램프 불빛 아래서 진행됐으며, 블루 피터는 여분의 단열재를 위해 담요에 신문지를 넣는 방법에 대한 것이었다." 2년 후, 또 다른 선거가 다가오자 존슨은 다시 한번 노동당의 당시 당수인 에드 밀리밴드가 총리가 되면 영국을 1970년대로 되돌릴 것이라고 주장했다.
그 선거에서 패배한 후, 밀리밴드의 뒤를 이어 노동당 당수가 된 제러미 코빈은 당의 좌파 성향으로 여겨지는 뜻밖의 당선자였다. 그는 1983년 의회에 당선되기 전 NUPE 활동가였다. 그는 젊은 유권자들 사이에서 인기가 많았다. 그가 당수로 치른 첫 총선에서 당은 예상보다 좋은 성적을 거두어 30석을 추가하여 20년 만에 처음으로 의석을 늘렸다. 데일리 텔레그래프 칼럼니스트 필립 존스턴은 보수당이 코빈의 젊은 지지층에게 그의 정책이 무엇을 초래할지 보여주는 예시로 불만의 겨울을 활용하지 못한 것이 원인이라고 분석했다. "우리가 80년대에 국가로서 가졌던 경제 논쟁은 다시 벌어져야 할 것 같다"고 그는 썼다.
2년 후, 인디펜던트에서 숀 오그레이디는 어린 시절 그 겨울의 경험을 회상했다. 그는 그 겨울의 심각성이 다소 과장됐다는 점을 인정하면서도, "[나라에] 이런 식으로 계속 갈 수 없다는 분위기가 있었다"고 말하며 대처가 당선된 이유를 설명했다. 오그레이디는 독자들에게 만약 대처 정부가 불만의 겨울 이후 제정한 노동법 개혁이 폐지되고, 노조가 조직하기 쉽게 만드는 법안이 제정된다면, 영국은 1979년의 반복을 볼 수도 있다고 경고했다. "우리는 1978-79년의 유난히 춥고 혹독했던 겨울에 이러한 종류의 것에 대해 뼈아픈 교훈을 얻었습니다"라고 그는 썼다. "영국이 다시 그 고통스러운 교훈을 어렵게 배우도록 내버려 두지 마십시오."
"우파가 좌파에 맞서 '1970년대'를 동원할 때, 그것은 국가의 과거의 모든 최악의 요소들이 배정되는 유연한 영역이다"라고 마이어스는 재커빈에서 관찰했다. 그러나 "영국 정치 담론에서 '1970년대'의 망령이 더 많이 제기될수록, 과거의 현실은 실제로 덜 논의된다... 현대 영국 보수주의에게 1970년대는 따라서 빈 의미자로 작용할 수 있으며, 그 힘은 그 시대를 살았던 사람들조차 배제된 기억의 영원한 반복에 달려 있다."

## 같이 보기
- 1945–1946년 미국 파업 물결, 미국에서 보수 공화당 다수 의회 당선에 이어 노조 활동을 제한하는 법률도 통과됐다
- 1981년 항공 관제사 파업, 로널드 레이건 대통령이 수천 명의 파업 중인 관제사를 해고하면서 끝났으며, 미국 기업들이 노조에 대해 더 공격적인 자세를 취하는 분위기를 조성한 것으로 평가된다
- 1983년 애리조나 구리 광산 파업, 회사가 영구 대체 인력을 고용하고 노조를 해체한 결과, 그 10년간 미국 주요 노조의 많은 좌절 중 첫 번째
- 1984–1985년 영국 광부 파업, 대처 정부가 노조 강경 노선에 승리한 것으로 널리 평가된다
- 1946–47년 영국 겨울
- 1970년대 상품 시장 호황

## 내용주
1. ↑  상대인 도너휴와 마찬가지로 호스킨스도 노동당에게 선거에 가장 좋은 시기는 1978년 봄이었고, 가을도 여전히 약간 유리했지만 그 이후의 경제 전망은 불확실하다고 결론 내렸다. 그는 또한 영국과 노조 관계의 급진적인 변화에 대한 당의 주장을 펼칠 시간을 주기 위해 더 늦은 선거를 선호했다.[27]
2. ↑  캘러헌은 적어도 한 신문의 경우에는 옳았다. 20년 후, 데일리 익스프레스 편집자 데릭 제임슨은 캘러헌과 노동당이 물러나야 한다고 결정한 후, 자신과 그의 직원들(그리고 암묵적으로 다른 일부 타블로이드 신문들도)이 파업의 범위와 그것이 초래한 혼란을 의도적으로 과장했다고 인정했다.[40]
3. ↑  발렌타인 데이에 포괄적인 합의가 이루어진 것의 중요성은 언론에 의해 언급됐다[출처 필요]

## 참고 문헌
- Beckett, Andy (2009). When the Lights Went Out: Britain in the Seventies. 576pp. Excerpt and text search.
- Butler, David; Kavanagh, Dennis (1979). 《The British General Election of 1979》. London: Macmillan. ISBN 0-333-26934-9.
- Hay, Colin (2009). 《The Winter of Discontent Thirty Years On》. 《The Political Quarterly》 80. 545–552쪽. doi:10.1111/j.1467-923X.2009.02052.x.
- Harrison, Brian (2011). Finding a Role?: The United Kingdom 1970–1990 (New Oxford History of England). Excerpt and text search; online. Major scholarly survey.
- Secret History: Winter of Discontent. Mentorn Productions for Channel Four (1998).
- Moore, Charles (2014). 《Margaret Thatcher: The Authorized Biography: Volume 1》. London: Penguin. ISBN 978-0-140-27956-6.
- Rodgers, William (1984). 《Government under Stress: Britain's Winter of Discontent 1979》. 《The Political Quarterly》 55. 171–179쪽. doi:10.1111/j.1467-923X.1984.tb02595.x.
- Seldon, Anthony, 편집. (2004). 《New Labour, Old Labour: The Wilson and Callaghan Governments 1974–79》. London: Routledge. ISBN 0-415-31281-7.
- Shepherd, John (2013). 《Crisis? What Crisis?: The Callaghan Government and the British Winter of Discontent》. Manchester: Manchester University Press. ISBN 978-0-7190-8247-4.
- Thomas, James (2007). 《'Bound in by history': The Winter of Discontent in British politics, 1979–2004》. 《Media, Culture & Society》 29. 263–283쪽. doi:10.1177/0163443707074257. S2CID 145626459.
- Turner, Alwyn W. (2009). Crisis? What Crisis?: Britain in the 1970s. 336pp. Excerpt and text search.